# Улрих I фон Раполтщайн
Улрих I фон Раполтщайн (на немски: Ulrich I von Rappoltstein; † 11 ноември 1267) от швабския знатен род Урзлинген/Урслинген, е господар на Раполтщайн (1193 – 1221) (днес Рибовил, фр: Рибеаувиллé) в Елзас.

## Произход
Той е син на Егенолф I фон Раполтщайн († ок. 1221). Внук е на Улрих фон Урзлинген († сл. 1193) и съпругата му Гута фон Страсбург († сл. 1219). Брат му (Хайнрих?) фон Раполтщайн († пр. 1242) се жени пр. 1242 г. за Лаурета фон Близкастел († 1269), внучка на граф Хайнрих II фон Сайн-Зафенберг († 1203).

## Фамилия
Първи брак: с жена с неизвестно име и има четири деца:
- Улрих II фон Раполтщайн († 11 април 1283), женен за Рихенца фон Ньофшател
- Хайнрих II фон Раполтщайн († сл. 1275), господар на Раполтщайн, женен за фон Фробург-Хомберг († 1281)
- Бертхолд фон Раполтщайн
- Елизабет фон Раполтщайн (* сл. 1258 – ?), омъжена за Валтер фон Хюнебург (* пр. 1244; † сл. 1288)

Втори брак: с Рихенца фон Нойенбург-Нидау († сл. 1267), сестра на граф Рудолф II фон Ерлах-Нойенбург-Нидау, ландграф на Бургундия († 1308/1309), дъщеря на граф Рудолф I фон Нойенбург-Нидау-Ерлах († 1258) и втората му съпруга Рихенца († 1267). Вероятно тя е майка на децата му.